# Vera Drake
Vera Drake – brytyjski film z 2004 w reżyserii Mike’a Leigh.

## Fabuła
Akcja filmu rozgrywa się w robotniczym środowisku Londynu lat 50. XX wieku. Vera Drake pracuje jako sprzątaczka. Daje się poznać jako kobieta poświęcająca wiele czasu i starań całej swojej rodzinie, zwłaszcza obłożnie chorej matce, ale także sąsiadom. Tymczasem Vera Drake ukrywa przed nimi pewną tajemnicę. Zajmuje się bowiem pomocą w dokonaniu aborcji, wówczas nielegalnej w Wielkiej Brytanii. Vera traktuje swoje usługi jako akt dobroci dla młodych, zazwyczaj ubogich, dziewcząt i nie bierze za nie żadnych pieniędzy (choć większość z tych dziewcząt płaciło jakąś sumę pośredniczce, która jednak nie dawała ich Verze). Niestety, jeden z zabiegów nie udał się i dziewczyna trafia w ciężkim stanie do szpitala. Policja trafia na trop Very Drake i aresztuje ją w trakcie rodzinnej uroczystości. Rodzina nie potrafi do końca jej zrozumieć, zwłaszcza syn Sid ma do niej wiele pretensji. Vera zostaje skazana ostatecznie na 30 miesięcy więzienia.

## Improwizacje
Cały film Mike’a Leigh oparty jest na aktorskich improwizacjach. Jedynie Imelda Staunton, odtwórczyni głównej roli, wiedziała, że głównym tematem filmu będzie kwestia aborcji. Ale i ona sama nie wiedziała, że zostanie później aresztowana. O wszystkim aktorzy-bohaterowie dowiadują się podczas głównej sceny, kiedy policja przychodzi do ich mieszkania w trakcie rodzinnego spotkania. Spontaniczne reakcje aktorów zostały wykorzystane później w dialogach i posłużyły jako materiał do dalszego biegu akcji filmu.

## Obsada
- Imelda Staunton – Vera Drake
- Adrian Scarborough – Frank
- Alex Kelly – Ethel
- Daniel Mays – Sid
- Heather Craney – Joyce
- Eddie Marsan – Reg
- Leo Bill – Ronny
- Sally Hawkins – Susan
- Anna Keaveney – Nellie

## Nagrody i nominacje
- 2004 – Europejskie Nagrody Filmowe: nagroda dla najlepszej aktorki, nominacja dla najlepszego filmu
- 2004 – 61. MFF w Wenecji: Złoty Lew i Puchar Volpiego dla najlepszej aktorki (Imelda Staunton)
- 2004 – Camerimage: Złota Żaba dla Dicka Pope za zdjęcia
- 2005 – Złoty Glob: nominacja dla najlepszej roli kobiecej w dramacie,
- 2005 – Oscar: nominacja dla najlepszej aktorki, najlepszego reżysera, najlepszego oryginalnego scenariusza,
- 2005 – BAFTA: nagroda dla najlepszego reżysera, najlepszej aktorki pierwszoplanowej i kostiumów.